# Steinbach (krater)
För andra betydelser, se Steinbach.
Steinbach är en nedslagskrater med en diameter på 20 kilometer, på planeten Venus. Steinbach har fått sitt namn efter den tyska stenhuggaren Sabina Steinbach.